# Zagon
Zagon (in ungherese Zágon) è un comune della Romania di 5498 abitanti, ubicato nel distretto di Covasna, nella regione storica della Transilvania.
Il comune è formato dall'unione di 2 villaggi: Păpăuți e Zagon.